# Duinsterretje
Duinsterretje (Syntrichia ruralis) is een mos uit de familie Pottiaceae. Het topkapselmos komt voor op kalkrijk zand.

## Kenmerken
Uiterlijke kenmerken
Duinsterretje vormt geelgroene tot roodbruine zoden. De stengels bereiken een maximale hoogte van 8 cm. Meestal bereiken deze een hoogte van ongeveer 2 tot 4 cm, met een getande glashaar in het verlengde van de nerf.
Het blad is tot 4 mm groot en scherp gekield. Het heeft een glashaar recht op de bladtop. Bij vochtig weer staan de bladeren als een sterretje uit, bij droog weer zijn de bladeren rond de stengel gedraaid. De bladeren zijn aan de rand bijna tot aan de punt iets teruggerold. 
Het sporenkapsel is ei-vormig. De kapselsteel (seta) is rood van kleur.
Microscopische kenmerken
De laminacellen lijken licht op de bladbasis en zijn rechthoekig van vorm. In de bovenste helft van het blad daarentegen zijn ze rond en zeszijdig van vorm en duidelijk papillair.

## Voorkomen
Mos, dat vrij algemeen voorkomt in alle klimaatzones buiten de tropen. Het groeit zowel in de laaglanden en dringt door tot in het subalpiene niveau van de bergen. Het komt natuurlijk voornamelijk voor op rotsen en aarde, maar het leeft ook in muren, beton en daken. Het wordt zelden op hout aangetroffen, zelfs niet op dood hout of op schors. Ook in Nederland komt het algemeen voor.

## Foto's

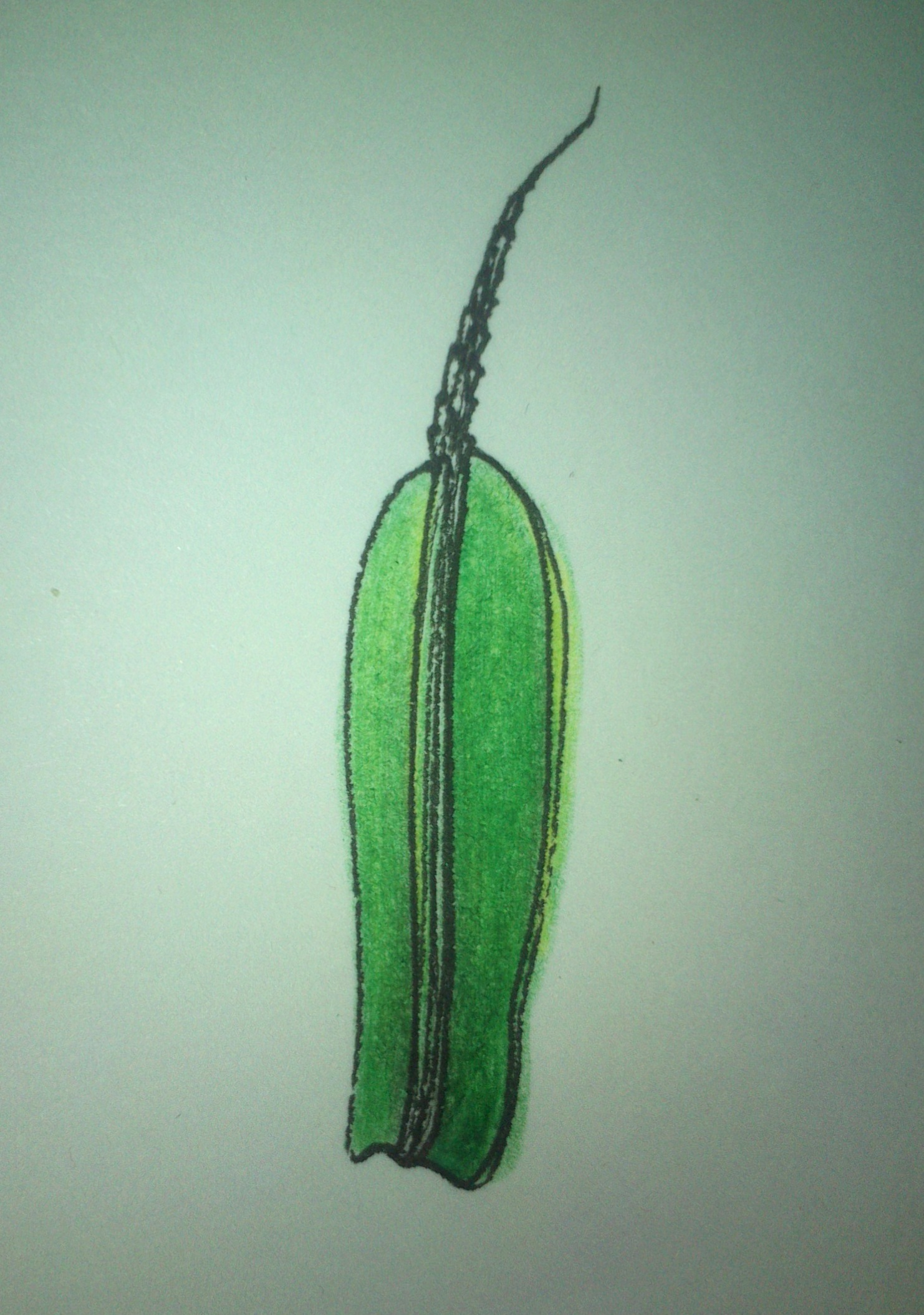
Blad
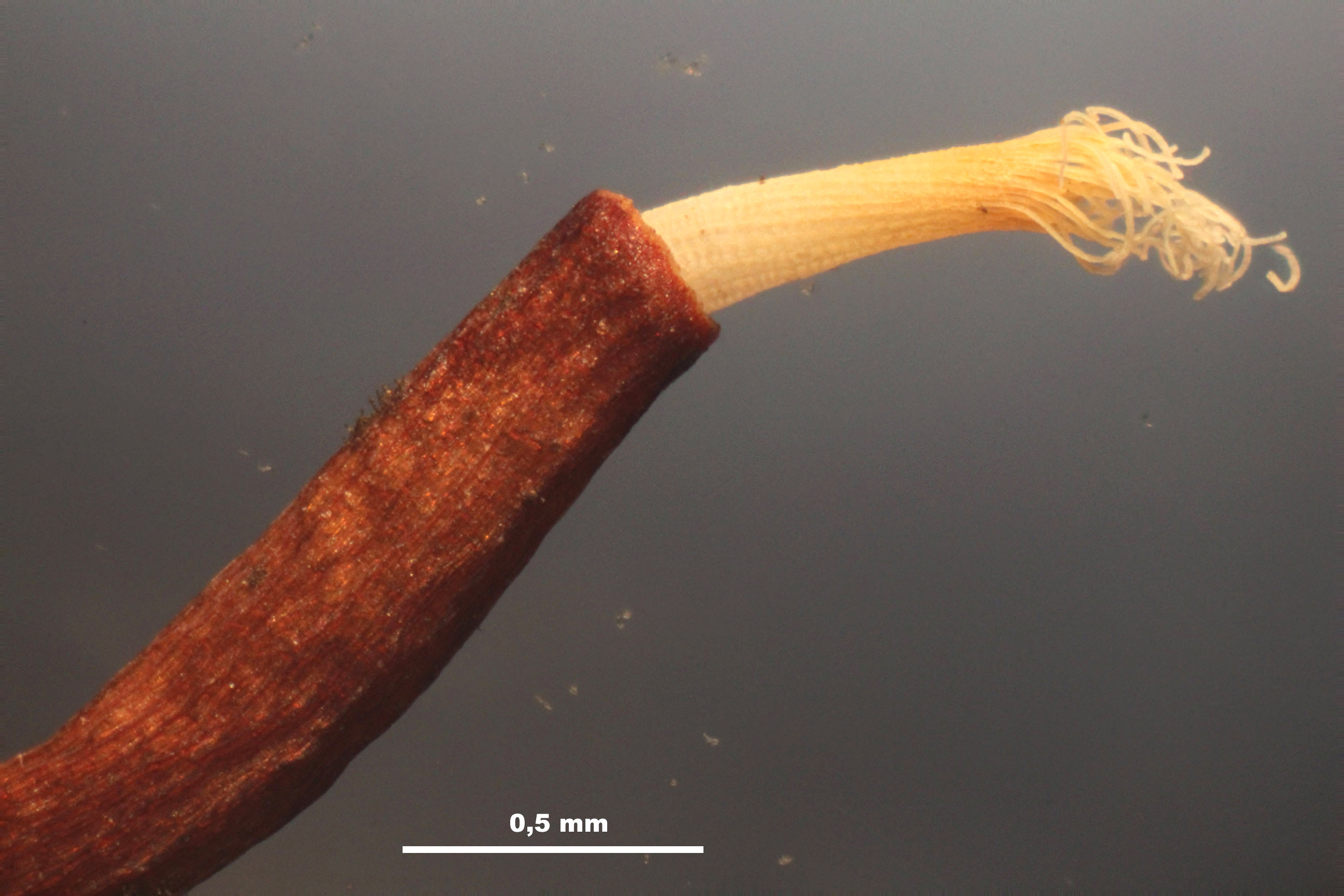
Sporenkapsel en peristoom
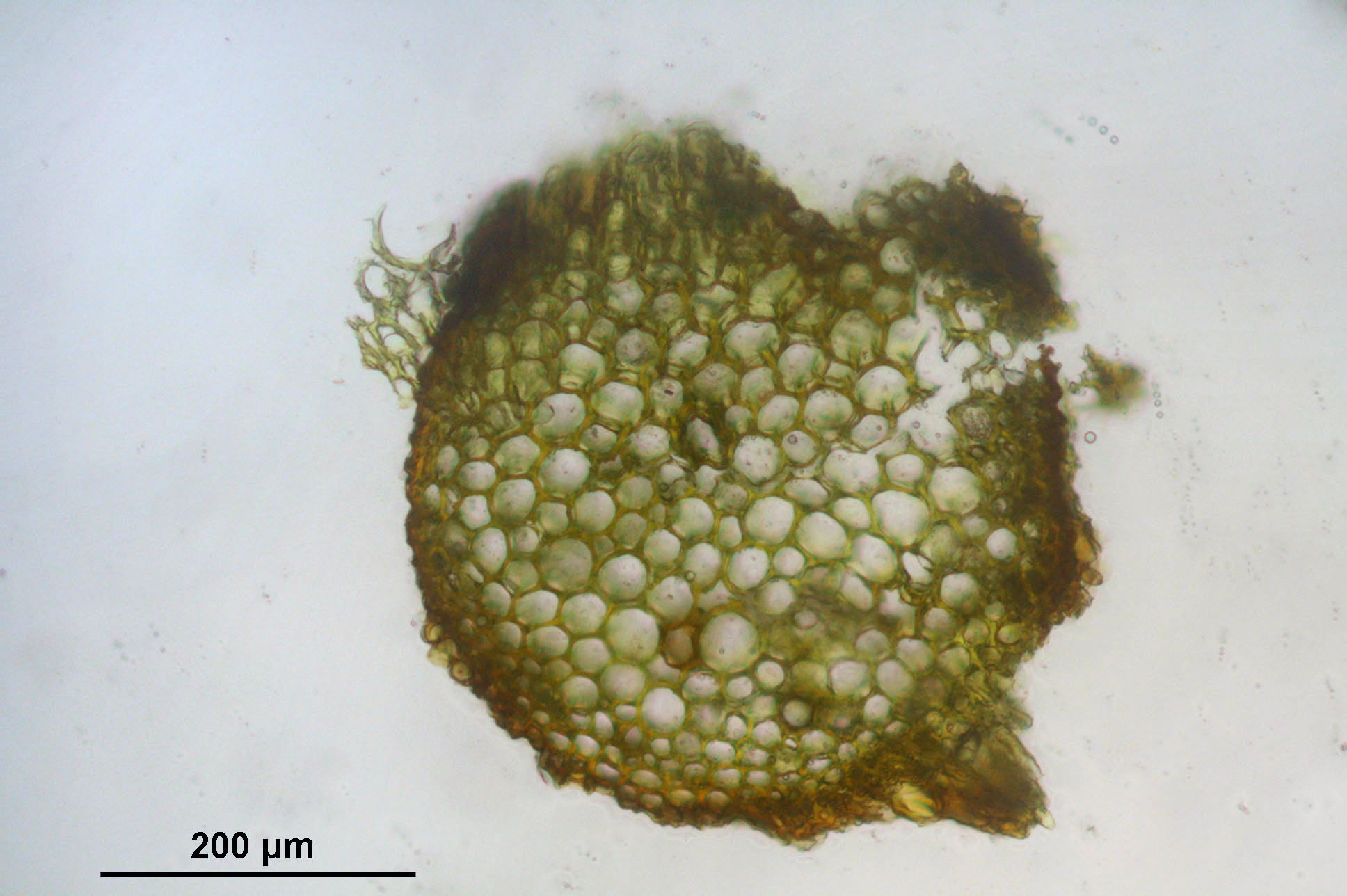
Doorsnede van stam
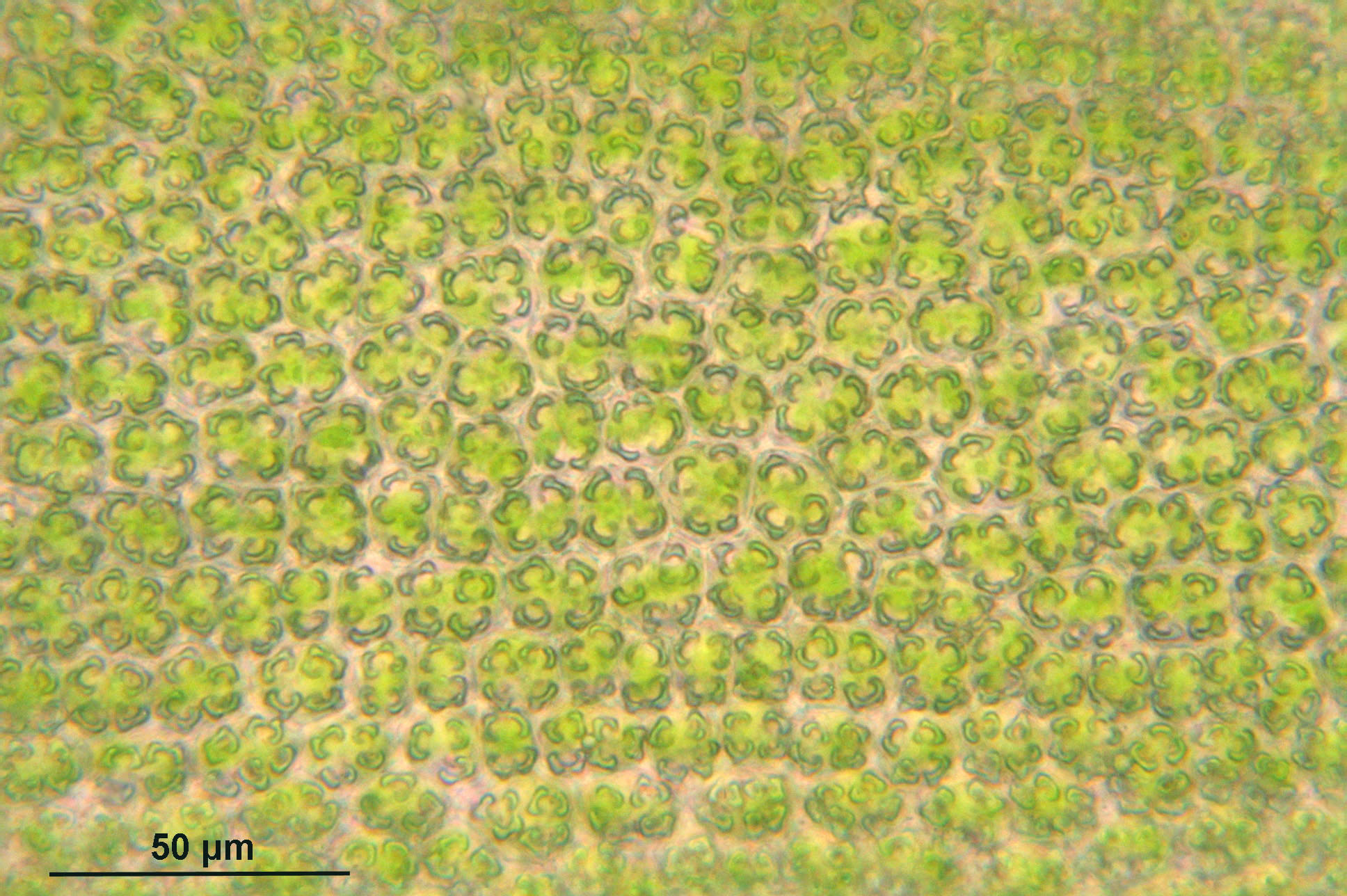
Lamina-cellen

## Variëteiten
In Nederland komen drie variëteiten voor, namelijk:
- Groot duinsterretje (Syntrichia ruralis var. arenicola):
Komt voor in het binnenland maar is een echte plant van de kustduinen. Het groeit bij voorkeur als pionier op kalkhoudend zand, maar ook op andere basische substraten zoals beton, daken, muren en soms op bomen met een ruwe, basisch tot neutrale schors, zoals vlier en populier. Te herkennen aan de geelgroene bladen, gekielde bladtop en de als een lange gestekelde glashaar uitstekende nerf. De grootste bladbreedte is onder het midden. De volgroeide mosplant is tweemaal zo groot als Syntrichia ruralis var. calcicola.
- Klein duinsterretje (Syntrichia ruralis var. calcicola):
Komt meer in het binnenland voor en minder in de duinen.  Het wordt meer gevonden op zonnige en stenige of zandige grond en op basenrijke rotsen, muren, daken en bomen.
- Daksterretje (Syntrichia ruralis var. ruralis):
Komt voor op basenrijke voedselrijke muren, daken en rotsen, soms stenige en zandige grond of ruwe schors. Het heeft vrijwel evenwijdige zijranden van de topbladen, de niet of nauwelijks toegespitste bladtop en doordat de bladtop niet of nauwelijks afloopt op de gestekelde -maar niet grof getande- glashaar.

|                      | Klein duinsterretje               | Groot duinsterretje               |
| -------------------- | --------------------------------- | --------------------------------- |
| Foto                 |                                   |                                   |
| Botanische naam      | Syntrichia ruralis var. calcicola | Syntrichia ruralis var. arenicola |
| Kleur blad           | donkergroen                       | geelgroen                         |
| Stand glashaar       | geknikt                           | recht                             |
| kleur bladnerf       | vaak roodbruin aangelopen         | niet roodbruin aangelopen         |
| grootste bladbreedte | ligt op of boven het midden       | onder het midden                  |